# Brigitte Helm
Pour les articles homonymes, voir Schittenhelm et Helm (homonymie).
Brigitte Eva Gisela Schittenhelm, connue sous le pseudonyme de Brigitte Helm, née le 17 mars 1906 à Berlin et morte le 11 juin 1996 à Ascona en Suisse, est une actrice allemande connue principalement pour son double rôle de Maria et du robot dans Metropolis de Fritz Lang.

## Biographie
Brigitte Helm, la cadette d'une fratrie de quatre enfants, naît en 1906 d'un père militaire qui meurt en 1913. Après avoir poursuivi des études près de Berlin au collège de Werftpfuhl à Hirschfelde (de) (Brandebourg), Brigitte Helm est engagée dans un studio cinématographique où elle travaille comme dactylo. Fritz Lang, qui cherchait sa principale interprète féminine pour son film Metropolis, l'engage à l'instigation de Thea von Harbou qui l'avait sélectionnée d'après des photos envoyées par sa mère. Ce premier film, tourné en 1926 et sorti en 1927 et où elle tient le double rôle de Maria et du robot, marque d'emblée sa carrière d'actrice et la propulse au rang de star tant en Allemagne qu'à l'étranger et en fera l'une des plus célèbres femmes fatales du cinéma.
Par la suite, elle joue notamment le rôle de la baronne Sandorf dans L'Argent de Marcel L'Herbier, une adaptation du roman éponyme d'Émile Zola, ainsi que celui d'Antinéa dans L'Atlantide de Georg Wilhelm Pabst en 1932.
En Août1934, après avoir occasionné un accident (le second en 1 an dans des circonstances analogues) à une piétonne qui souffrit d'une quadruple fracture de la jambe, elle est condamnée par le Tribunal de BERLIN,  à deux mois de prison.[non pertinent]
Ne voulant pas quitter son pays, Brigitte Helm refusa le rôle de la fiancée dans le film hollywoodien La Fiancée de Frankenstein (1935), rôle qui fut finalement attribué à Elsa Lanchester.
Après l'avènement du Troisième Reich, elle continue à travailler pour un cinéma allemand désormais contrôlé par les nazis jusqu'en 1935 quand, trouvant l'atmosphère étouffante, elle se décide à quitter l'Allemagne pour l'Italie en 1942, puis la Suisse à la fin de la guerre. Elle tourne son dernier film, Un mari idéal, en 1935. Brigitte Helm a joué dans quelque trente films.
Elle refusera toute interview après avoir arrêté sa carrière d'actrice.

### Vie familiale
Divorcée de Rudolf Weissbach en 1934, elle se remarie avec un homme d'affaires, Hugo Kunheim. Elle a eu trois fils, dont Matthias Kunheim, qui réside à Londres, et une fille.

## Filmographie

### Films muets années 1920

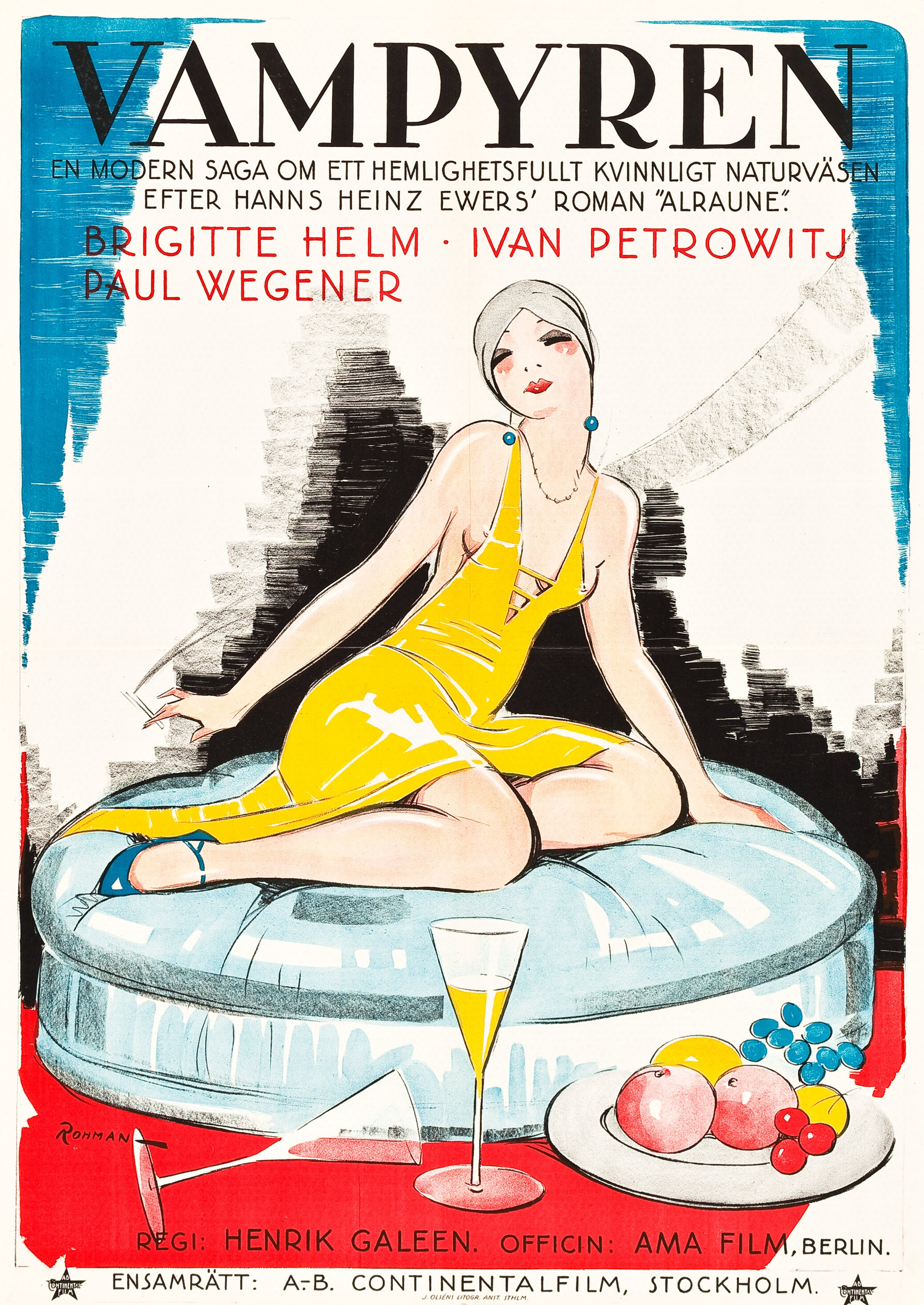
Affiche suédoise du film Mandragore (Alraune).

- 1927 : Metropolis de Fritz Lang : Maria / le robot
- 1927 : Au bout du monde (Am Rande der Welt) de Karl Grune : Magda, la fille
- 1927 : L'Amour de Jeanne Ney (Die Liebe der Jeanne Ney) de Georg Wilhelm Pabst : Gabrielle
- 1928 : Mandragore (Alraune) de Henrik Galeen : Alraune ten Brinken
- 1928 : Le Yacht des sept péchés (Die Yacht der sieben Sünden) de Jacob et Luise Fleck : Marfa Petrowna
- 1928 : Crise (Abwege) de Georg Wilhelm Pabst : Irene Beck
- 1928 : L'Argent de Marcel L'Herbier : Baronne Sandorf
- 1928 : Scandale à Baden-Baden (Skandal in Baden-Baden) d'Erich Waschneck : Vera Kersten
- 1929 : Le Mensonge de Nina Petrovna (Die wunderbare Lüge der Nina Petrovna) de Hanss Schwarz : Nina Petrovna
- 1929 : Manolesco, prince des sleepings (Manolescu, der König der Hochstapler) de Victor Tourjanski : Cleo

### Films parlants années 1930
- 1930 : La Ville qui chante / La Ville des mille joies (Die singende Stadt) de Carmine Gallone : Claire Landshoff
- 1930 : Alraune de Richard Oswald : Alraune ten Brinken
- 1931 : Im Geheimdienst de Gustav Ucicky : Vera Lanskaja
- 1931 : Gloria de Hans Behrendt et Yvan Noé : Gloria / Véra Latour, la femme de Pierre
- 1932 : La Comtesse de Monte-Christo (Die Gräfin von Monte Christo) de Karl Hartl : Jeanette Heider
- 1932 : Le Danube bleu (The Blue Danube) d'Herbert Wilcox : Comtesse Gabrielle
- 1932 : L'Atlantide (Die Herrin von Atlantis /The Mistress of Atlantis) de Georg Wilhelm Pabst : Antinéa
- 1932 : Eine von Uns de Johannes Meyer : Gigi
- 1932 : Voyage de noces (Hochzeitsreise zu dritt) de Germain Fried, Joe May et Erich Schmidt : Anita Berndt / Anita Paglione
- 1933 : Der Läufer von Marathon d'Ewald André Dupont : Lore Steinkopf
- 1933 : Spione am Werk (de) de Gerhard Lamprecht : Marquise Marcella Galdi
- 1933 : L'Étoile de Valencia de Serge de Poligny : Marion
- 1933 : Adieu les beaux jours (Die schönen Tage von Aranjuez) d'André Beucler et Johannes Meyer : Olga, la belle aventurière
- 1933 : Inge und die Millionen d'Erich Engel : Inge
- 1934 : Fürst Woronzeff d'Arthur Robison
- 1934 : L'Or de Serge de Poligny et Karl Hartl : Florence Wills
- 1934 : Vers l'abîme (Die Insel) de Hans Steinhoff et Serge Veber : Karine / Karin
- 1934 : Le Secret des Woronzeff (Fürst Woronzeff) d'Arthur Robison et André Beucler : Diane Morell
- 1935 : Eine idealer Gatte de Herbert Selpin : Lady Gertrud Schiltern

### Bases de données et dictionnaires
- Ressources relatives à l'audiovisuel :   - AllMovie
  - Allociné
  - Filmportal
  - IMDb
  - Rotten Tomatoes
  - Unifrance
- Ressources relatives à la musique :   - AllMusic
  - Bayerisches Musiker-Lexikon Online
  - Discogs
  - MusicBrainz
  - Muziekweb
- Ressource relative au spectacle :   - Archives suisses des arts de la scène
- Notices dans des dictionnaires ou encyclopédies généralistes :   - Brockhaus
  - Deutsche Biographie
  - Dictionnaire universel des créatrices
  - Hrvatska Enciklopedija
  - Nationalencyklopedin
  - Proleksis enciklopedija
  - Treccani
  - Universalis
- Notices d'autorité :   - VIAF
  - ISNI
  - BnF (données)
  - IdRef
  - LCCN
  - GND
  - Espagne
  - Israël
  - NUKAT
  - Australie
  - Norvège
  - Tchéquie
  - WorldCat